# Pseudagrion glaucoideum
Pseudagrion glaucoideum é uma espécie de libelinha da família Coenagrionidae.
Pode ser encontrada nos seguintes países: República do Congo, República Democrática do Congo, Guiné Equatorial, Gabão, Gana, Libéria, Nigéria e Uganda.
Os seus habitats naturais são: florestas subtropicais ou tropicais húmidas de baixa altitude e rios.